# Dextre (orientation)
Pour les articles homonymes, voir Dextre.
Dextre est un terme en vieux français (du latin dexter, signifiant « droite », par opposition à « senestre »).
Si le mot est aujourd'hui littéraire et rare, il est néanmoins toujours utilisé en héraldique ou en géologie (voir décrochement dextre par exemple). En zoologie, un poisson dextre est un poisson plat dont les deux yeux sont sur le côté droit et dont la nage se fait le corps tourné sur la gauche ; contraire à senestre.
Le terme dextre implique cependant une nuance, dérivée de l'héraldique. Dans la description objective d'une œuvre picturale ou graphique, si l'on dit qu'un personnage regarde vers la droite, cela signifie qu'on prend en compte la vision du spectateur : le personnage regarde vers la droite du spectateur qui, en miroir, correspond à la gauche du personnage si celui-ci fait face au spectateur. Sur un blason (écusson, écu, armoiries), la dextre désigne donc la gauche du blason (selon le point de vue du spectateur qui regarde le blason), et donc la droite de l'écuyer/du chevalier imaginaire censé porter ledit blason (idem pour la senestre, qui désigne la droite de l'écu (selon le spectateur ; c'est-à-dire la gauche pour celui qui tient l'écu)). En revanche, si l'on parle d'un personnage qui regarde vers « sa » dextre, cela signifie que l'on prend en compte la vision subjective du personnage qui regarde vers « sa » droite, laquelle correspond à la gauche du spectateur. Pareil pour sa main dextre (sa main droite à lui ; pas selon le spectateur), sa jambe dextre (sa jambe droite à lui). DEXTRE : Terme désignant la  droite de l'écu du chevalier qui est censé le porter. C'est donc le côté gauche du bouclier par rapport au spectateur   d'après le Dictionnaire archéologique et explicatif de la science du blason, Comte Alphonse O'Kelly de Galway — Bergerac, 1901 ; DEXTRE : On se sert de cette expression pour indiquer le côté droit  de l'écu. Un écu étant la représentation d'un bouclier, ou d'une cotte d'armes, on doit le blasonner, non par rapport à la personne qui le regarde, mais par  rapport à celle qui le porte : d'après l'Alphabet et figures de tous les termes du blason.
Dans son ouvrage, Vingt mille lieues sous les mers, Jules Verne explique la loi de la dextrosité : « On sait, en effet, comme l'ont fait observer les naturalistes, que la dextrosité est une loi de nature. Les astres et leurs satellites, dans leur mouvement de translation et de rotation, se meuvent de droite à gauche. L'homme se sert plus souvent de sa main droite que de sa main gauche, et, conséquemment, ses instruments et ses appareils, escaliers, serrures, ressorts de montres, etc., sont combinés de manière à être employés de droite à gauche. Or, la nature a généralement suivi cette loi pour l'enroulement de ses coquilles. Elles sont toutes dextres, à de rares exceptions, et quand, par hasard, leur spire est sénestre, les amateurs les payent au poids de l'or. »
« Dextre » est aussi à l'origine de nombreux mots, plus ou moins courants :
- Dextralité : fait d'être droitier.
- Dextérité : habileté, adresse. Ce mot s'inscrit dans la même démarche que le mot « droit » et son opposé « gauche » au sens de « maladroit ». En effet, cela dérive du fait qu'il était pendant longtemps mal vu d'être gaucher et, au contraire, bien vu d'être droitier, au point que, jusqu'au milieu du XXe siècle, on forçait les enfants gauchers à écrire de la main droite.
- Ambidextre : étymologiquement, ce mot signifie avoir deux mains droites, ce qui souligne là aussi la prévalence de la main droite lorsqu'une personne se sert de ses deux mains avec la même habileté.
- Dextrorsum, ou dextrorse : cet adverbe, plutôt rare, signifie « dans le sens des aiguilles d'une montre ».
- Dextrochère : nom du meuble héraldique représentant un bras droit.
- Et plusieurs mots dans le domaine de la chimie et de la médecine : dextrogyre, dextrine, dextrose, dextromoramide, dextrocardie.
- Destrier.
- Le Deccan (Inde) porte un nom lointainement apparenté au latin dexter, puisqu'il s'agit du pays situé « à droite », donc au sud (on s'orientait alors vers l'orient, et non vers le nord).
- Dextre est aussi le nom d'un robot canadien, utilisé sur la Station spatiale internationale, dont le vrai nom est : Special Purpose Dexterous Manipulator.

## Art
Dans la description d'une œuvre picturale ou graphique, dextre s'utilise lorsque l'on parle du côté droit du point de vue des personnages figurant dans le tableau. Par exemple, dans la célèbre représentation du Sacre de Napoléon de Jacques-Louis David, Napoléon est à dextre du pape, alors que, pour une personne qui regarde la toile, il est vers la gauche de la composition.